# Nya Fronten
Nya Fronten för demokrati och utveckling (Nieuwe Front voor Democratie en Ontwikkeling) är en valallians i Surinam, bestående av partierna:
- Surinams nationella parti
- Progressiva Reformpartiet
- Pertjajah Luhur
- Surinams arbetarparti

I parlamentsvalet den 25 maj 2005 fick Nya Fronten 41,2 % av rösterna och 23 av 51 mandat i nationalförsamlingen.